# باداب‌سر
بادابسر، روستایی است از توابع بخش هزارجریب شهرستان نکا در استان مازندران ایران.
این روستا در دهستان زارم‌رود قرار دارد و براساس سرشماری مرکز آمار ایران در سال ۱۳۸۵، جمعیت آن ۱۰۹ نفر (۲۹خانوار) بوده‌است.